# Rival Realms
Rival Realms is een real-time strategy-computerspel, ontwikkeld door Activ Pub Studios en uitgegeven door Titus Software in 1998.

## Omschrijving
Het spel lijkt op Warcraft II. De verhaallijn zet mensen, elfen en orcs tegenover elkaar in een oorlog om controle over het land.

## Bijzonderheden
Hoewel Rival Realms lauw ontvangen werd door de vakpers, was het spel de eerste in zijn genre om de volgende spelelementen in te voeren:
1. Alle eenheden bestaan uit een set kenmerken, zoals in role playing games het geval is, en kunnen verhoogd worden.
2. Alle eenheden kunnen tot vier voorwerpen die in het speelveld te vinden zijn oprapen en bijhouden. Deze voorwerpen kunnen de kenmerken van de eenheid die ze gebruiken verhogen.
3. Helden kunnen doorheen de ganse campaign meegenomen worden en in ervaring stijgen.